# (13365) Tenzinyama
(13365) Tenzinyama (1998 UL20) – planetoida z pasa głównego asteroid okrążająca Słońce w ciągu 5,27 lat w średniej odległości 3,03 j.a. Odkryta 26 października 1998 roku.